# 昔昔亭喜太郎
昔昔亭 喜太郎（せきせきてい きたろう）は、落語家の名跡。
- 先代昔昔亭喜太郎 - 現∶昔昔亭桃之助[1]
- 当代昔昔亭喜太郎 - 本項にて記述

昔昔亭 喜太郎（せきせきてい きたろう、1981年6月1日 - ）は、落語芸術協会所属の落語家。本名∶石井 浩一。出囃子は「野球拳」。

## 経歴
1981年、神奈川県伊勢原市出身。大秦野高校を経て、東海大学電子情報学部を卒業。大学時代には、落語研究会に所属した。
2012年2月、昔昔亭桃太郎に入門。前座名「喜太郎」。2016年3月に柳家蝠よしと共に二ツ目に昇進。
2026年5月、春風亭昇吾、桂竹千代、雷門音助改め三代目雷門五郎とともに真打昇進予定。

## 芸歴
- 2012年2月 - 昔昔亭桃太郎に入門[2]、前座名「喜太郎」。
- 2016年3月 - 二ツ目昇進[2]。

## 人物
- 同じ落語芸術協会に所属する10人（他のメンバーは、春風亭鯉づむ、春風亭昇吾、桂竹千代、瀧川鯉白、三遊亭遊子、桂鷹治、古今亭今いち、立川幸之進、笑福亭希光）で「芸協カデンツァ」というユニットを組んでいる。実質的に「成金」の後継にあたる。